# Walter Goldberg
Walter Hans Gustav Karl Maria Goldberg (* 24. März 1924 in Warnsdorf, Tschechoslowakei; † 10. Dezember 2005 in Taunusstein) war ein schwedischer Wirtschaftswissenschaftler. Er lehrte und forschte an der Universität Göteborg und am Wissenschaftszentrum Berlin; in den 1980er Jahren gehörte er dem Nobelkomitee an.

## Leben
Walter Goldberg wuchs in Warnsdorf auf. Der Vater Robert Johann Goldberg wirkte dort als Zahnarzt. Die Familie seines Vaters gehörte der Altkatholischen Kirche in Warnsdorf an. Seine Mutter besaß und bewirtschaftet die Baude auf der Lausche, die halb auf tschechischer Seite und halb auf sächsischer Seite stand. Ihr Ururgroßvater Karl Friedrich Matthes hatte in den 1820er Jahren erstmals eine Baude auf dem Berg errichtet. Am 6. Januar 1946 wurde die Baude durch Brandstiftung vernichtet. Walter Goldberg hatte einen älteren Bruder, den Juristen Robert Richard Goldberg, der im Zweiten Weltkrieg in Afrika fiel.
Nach dem Zweiten Weltkrieg emigrierte Goldberg nach Schweden und arbeitet dort zunächst als Weber. 1954 erreichte er seinen Master-Abschluss (civilekonom) in Göteborg. Dort promovierte er 1962 zur Effizienz im öffentlichen Sektor. 1964 wurde er Associate Professor, 1966 erlangte dann eine Universitätsprofessur in Göteborg. Zwischen 1973 und 1979 war er Direktor am International Institut of Management – Wissenschaftszentrum Berlin. Danach ging Goldberg wieder zurück an die Universität Göteborg.

## Schriften (Auswahl)
- A Guide to the Preparation of Accounts of Trustees and Liquidators. Cape Town 1958.
- Behavioral Approaches to Modern Management. Göteborg 1971.
- Socialist Multinational Corporations in Socialist Countries. Berlin 1980.
- Strategies for Profit: An Exploratory Study of a Behavioral Model of Swedish Firms. In: Management International Review (17/2). 1977. S. 35–44.
- Zur Bewertung regionaler Industriepolitik schwedische Erfahrungen nutzen. Berlin 1979.
- Neue Tendenzen der Managementausbildung. Berlin 1980.
- Codetermined Merger: A Case of Capacity Reduction. Berlin 1981.
- Spannungsfelder im Verhältnis Gastland-Gastunternehmen. Berlin 1982.
- Mergers: Motives, Modes, Methods. New York 1983.
- Flexible Automation: Two Approaches to the Assessment of Employment Impacts. Berlin 1983.
- Governments and Multinationals: The Policy of Control versus Autonomy. Cambridge 1983.
- Auf der Japan-Welle. Berlin 1983.
- Ailing Steel: The Transoceanic Quarrel. New York 1986.
- Zur Organisation interner Innovationsvorhaben in älteren und größeren Unternehmungen. In: Die Betriebswirtschaft. 1986. S. 128–139.
- Knowledge Required for Innovation. In: Managing Innovation and Change. 1989. S. 63–84.
- Zur Bewertung sozialer Folgen neuer Technik – ein Ansatz zur Synthese. In: Wandel durch Technik? Institution, Organisation, Alltag. 1990. S. 413–425.
- Entscheidungsschwellen bei Umweltschutzinnovationen. In: Integrierter Umweltschutz. Eine Herausforderung an das Innovationsmanagement. 1991. S. 17–32.
- The rocky road from a command economy to a market economy: Comparisons, analyses, addenda, and outlook. In: Technological Forecasting and Social Change (41/3). 1992. S. 319–340.